# Pseudoperonospora urticae
Pseudoperonospora urticae is een waterschimmel die valse meeldauw veroorzaakt op Urtica. De valse meeldauw groeit met name op de onderste bladeren. Er ontstaan geen duidelijke misvormingen. De bovenkant van de bladeren krijgen enkele hoekige gele vlekjes. De conidioforen zijn enige malen dichotoom vertakt met aan elk uiteinde een conidium.

## Waardplanten
Het komt voor op:
- Urtica dioica (Grote brandnetel)
- Urtica kioviensis
- Urtica urens (Kleine brandnetel)